# بذلة غوص
بدلة الغوص هي لباس أو جهاز مصمم لحماية الغواص من البيئة تحت الماء. قد تشتمل بدلة الغطس على مصدر غاز التنفس (مثل: لباس غوص قياسي أو بدلة الغوص في الغلاف الجوي ). ولكن في معظم الحالات ينطبق هذا المفهوم فقط على الغطاء الواقي البيئي الذي يرتديه الغواص. عادة ما يتم الإشارة إلى مصدر غاز التنفس بشكل منفصل. لا يوجد مصطلح عام للجمع بين البدلة وجهاز التنفس وحده. يشار إلى تلك الأغراض باسم معدات الغوص بالإضافة إلى أي معدات أخرى ضرورية للغوص.
تنقسم سترات للغوص إلى فئتين: «الناعمة» أو سترة غوص الضغط المحيط - الأمثلة بذلة الغطس، والبدلة الجافة، والبدلة شبه الجافة وجلود الغوص - و«القاسية» أو بدلة غوص ضغط الغلاف الجوي ، والبدلات المدرعة التي تحافظ على الغواص في الضغط الجوي عند أي عمق ضمن نطاق تشغيل البدلة.

## تاريخ

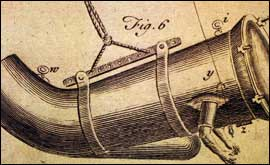
بدلة جون ليثبريدج للغوص، أول بدلة غوص مغلقة، بُنيت في عام 1710.

ظهرت التصاميم الأولى لبدلات الغوص في أوائل القرن الثامن عشر. وطور مخترعان إنجليزيان أول بدلات الغوص المقاومة للضغط في بدايات القرن السابع عشر. قام جون ليثبريدج بصنع بدلة مغلقة تمامًا للمساعدة في عمليات الإنقاذ. كانت تتألف البدلة من برميل مملوء بالهواء مقاوم للضغط مع فتحة رؤية زجاجية وكمّان مغلقان مانع لتسرب الماء. أعطت هذه البدلة الغواص مزيدًا من القدرة على المناورة لإنجاز أعمال إنقاذ مفيدة تحت الماء.

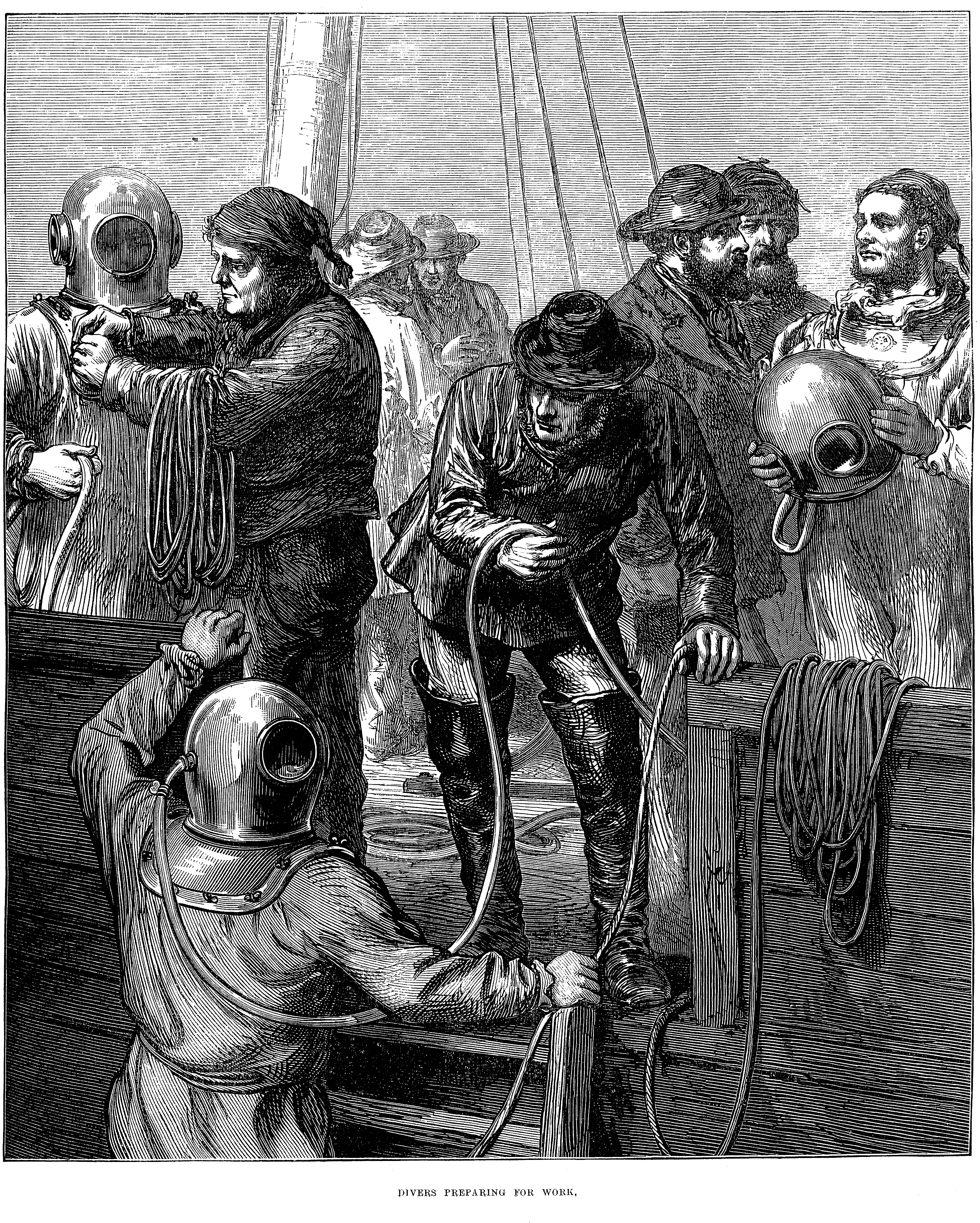
تم تحسين تصميم سيبي عام 1873.

بعد اختبار هذه الآلة في بركة حديقته (المصممة خصيصًا لهذا الغرض) غاص ليثبريدج بين عدد من حطام السفن: أربعة رجال حرب إنجليزيين، وواحد شرق الهند (يتحدث باللغتين الإنجليزية والهولندية)، واثنين من السفن الشراعية الإسبانية وعدد من ألواح الطباعة. أصبح ثريًا جدًا نتيجة لعمليات الإنقاذ التي قام بها. كانت إحدى عمليات الاسترداد الأكثر شهرة على السفينة الهولندية ، والتي غرقت قبالة ماديرا والتي كانت تحمل أكثر من ثلاثة أطنان من الفضة على متنها.
ابتكر أندرو بيكر في الوقت نفسه بدلة غوص مغطاة بالجلد مع خوذة بها نافذة. واستخدم كذلك نظامًا من الأنابيب للشهيق والزفير، وبرهن عمل بدلته في نهر التايمز في لندن، والتي ظل خلالها مغمورًا لمدة ساعة.

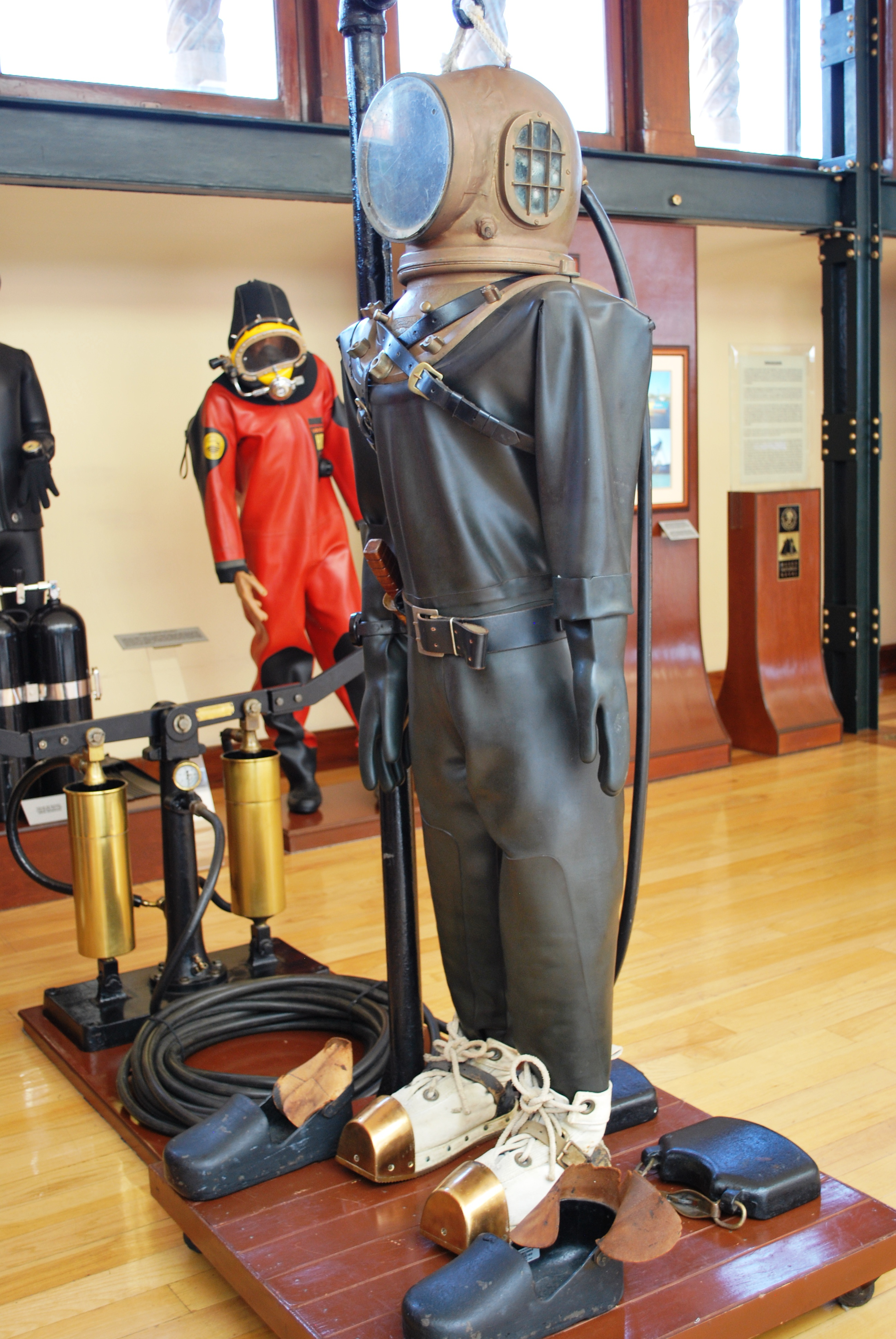
بدلة غطس مبكرة معروضة في متحف التاريخ البحري في مكسيكو سيتي.

طور المهندس البريطاني ألماني الأصل، أوغسطس سيبي لباس غوص قياسي في ثلاثينيات القرن الثامن عشر. بالتوسع في التحسينات التي أدخلها المهندس جورج إدواردز، أنتج سيبي تصميمه الخاص: خوذة مزودة ببدلة غوص كاملة الطول من الخيش. تم صنع بدلات لاحقة من قماش مقاوم للماء اخترعه تشارلز ماكينتوش. منذ أواخر القرن التاسع عشر وطوال معظم القرن العشرين، صُنع معظم الثياب القياسية من صفيحة من المطاط الصلب مصفح بين طبقات من نسيج قطني طويل أسمر.
يمكن العثور على أقدم بدلة محفوظة تسمى «وانها هيرا» (والتي تعني باللغة الفنلندية القديمة، الرجل العجوز) في متحف راهي ، فنلندا. كانت البدلة مصنوعةً من جلد العجل ويعود تاريخه إلى القرن الثامن عشر. إن أصلها الدقيق غير معروف لكن أجزاء القدم تشير إلى أصل فنلندي. تم التبرع بالبدلة لمتحف راهي والتي تم استخدامها في أعمال قصيرة تحت الماء مثل فحص ظروف قاع السفينة، من قبل الكابتن يوهان لوفستاديوس (1829-1906)، الذي كان ملاحًا رئيسيًا وتاجرًا وصاحب سفينة.[بحاجة لمصدر] قام جوكو تورونين، المشرف على متحف راهي، بتصميم نسخة مثالية من البدلة القديمة في عام 1988. تم اختبار النسخة عددة مرات بنجاح تحت الماء.[بحاجة لمصدر]
تم استخدام البدلات الجافة بواسطة الضفادع البشرية الإيطاليين والتي كانت مصنوعة من المطاط المستخدم في الحرب العالمية الثانية. تم تصنيعها بواسطة شركة بيريللي وحصلت على براءة اختراع في عام 1951.

## بدلات الضغط المحيطي

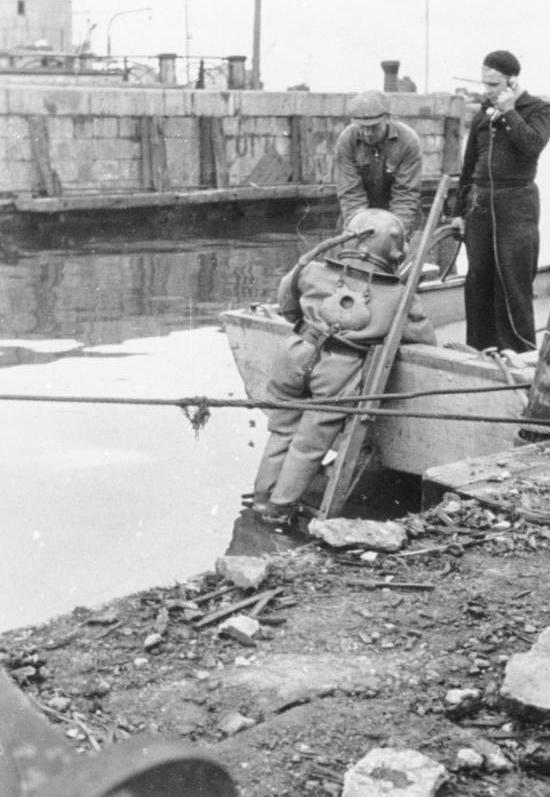
غطاس من الحرس الرئيسي الإستوني ، 1941

إن بدلات الضغط المحيطي هي شكل من أشكال الحماية والتي تحمي مرتديها من انخفاض درجة الحرارة. كما أنها توفر بعض الحماية من الأشياء الكاشطة والحادة وكذلك الحياة تحت الماء. لا تحمي الغواصين من ضغط المياه المحيطة أو الرضح الضغطي الناتج عن مرض تخفيف الضغط.
هناك خمسة أنواع رئيسية من بدلات غوص الضغط المحيطي وهي جلود الغوص، وبدلات الغوص المبللة، والبدلات شبه الجافة، وبدلات المياه الساخنة، والبدلات الجافة. لا يتم استخدام هذا النوع من البدلات حصريًا من قبل الغواصين ولكنها غالبًا ما تستخدم للحماية الحرارية من قبل الأشخاص المشاركين في أنشطة الرياضات المائية الأخرى مثل ركوب الأمواج، والملاحة الشراعية ، والزوارق السريعة ، وركوب الأمواج ، والتزلج الشراعي ، والتزلج على الماء، وريادة الكهوف ، والسباحة.
الطفو بسبب حجم البدلة هو أحد الآثار الجانبية لمعظم بدلات الغوص. يمكن ارتداء نظام وزن خاص بالغوص لمواجهة هذا الطفو. يمكن أيضاً ارتداء نظام فوق بدلة الغوص كحماية إضافية ضد الجروح والتآكل. وهو الإجراء المعتاد بالنسبة للغواصين المحترفين. يزيد نظام الثقل السحب أثناء السباحة ولا تحظى بشعبية في الغوص الترفيهي.

### جلود الغوص
تستخدم جلود الغوص عند الغوص في درجات حرارة أعلى من 25 °م (77 °ف) . فهي مصنوعة من ألياف إسباندكس أو ليكرا والتي توفر القليل من الحماية الحرارية، وتحمي الجلد من لسعات قنديل البحر والتآكل وحروق الشمس. يعرف هذا النوع من البدلات أيضاً باسم «بدلة ستينغر (اللاسع)».يرتدي بعض الغواصين جلد الغوص تحت بدلة الغوص، مما يسمح بارتداء أسهل و (بالنسبة لأولئك الذين يعانون من مشاكل الجلد) يوفر راحة إضافية.
تم اختراع «جلد الغوص» في الأصل لحماية الغواصين في ولاية كوينزلاند بأستراليا من قنديل البحر.
كان توني فارمر مصممًا ومصنعًا لملابس السباحة ويمتلك شركة تسمى «دارنغ ديزاينز» في عام 1978. إلى جانب ملابس السباحة، فقد قام أيضاً بتصميم الملابس الداخلية وملابس رياضية تضمنت بدلة كاملة من قماش سبانديكس. أصبح غواصًا وكان هذا هو الحافز لاختراع «جلد الغطس» كما نعرفه اليوم.[بحاجة لمصدر]

### بدلات الغوص المبللة

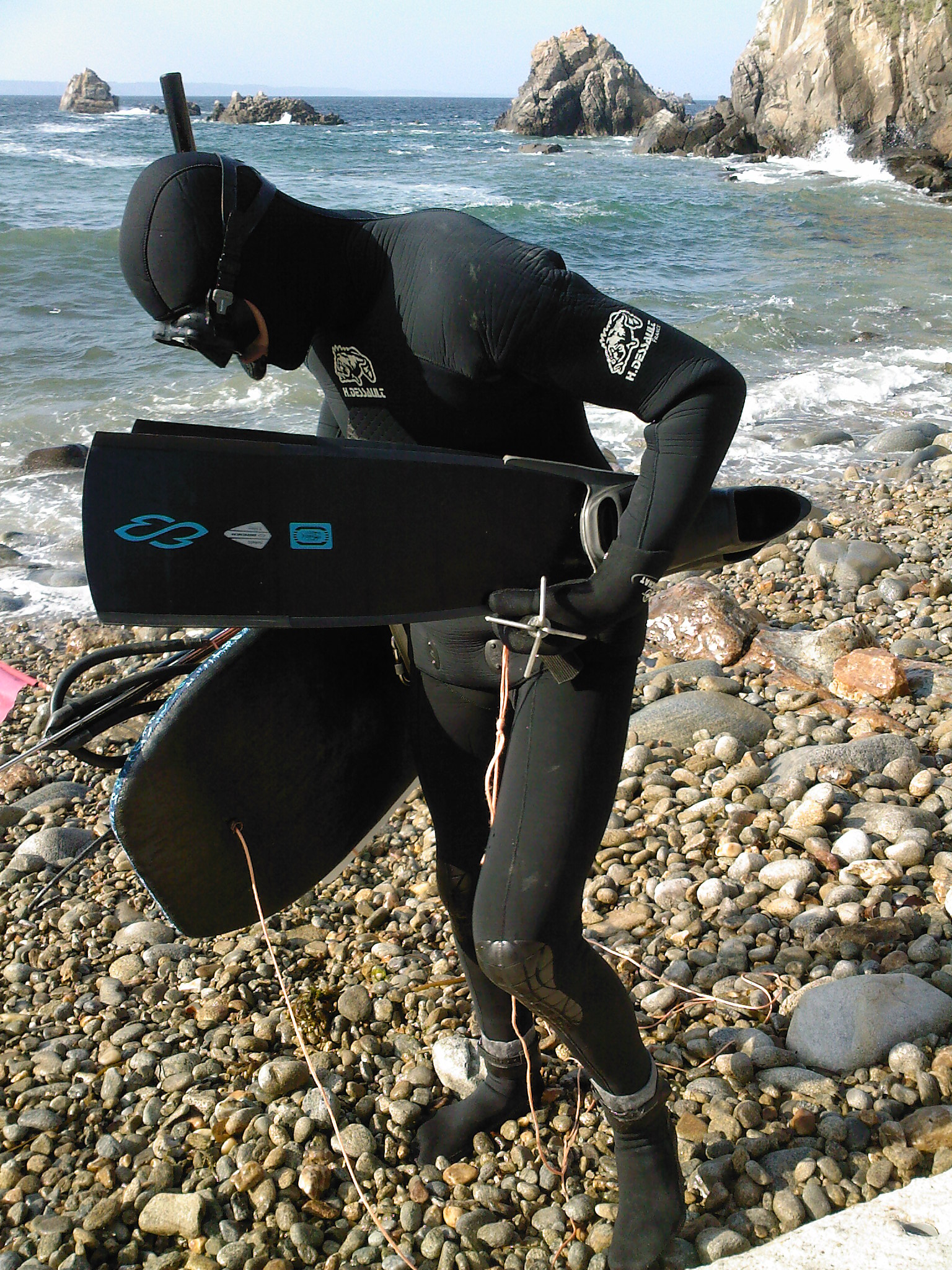
سبيرفيشر يرتدي بدلة مبللة

إن بدلات الغوص المصنوعة من النيوبرين غير مكلفة نسبيًا وبسيطة ومرنة وهي تُستخدم عادةً عندما تكون درجة حرارة الماء بين 10 و 25 °م (50 و 77 °ف) . تعزل هذه المادة مرتديها حرارياً. على الرغم من أن الماء يمكن أن يدخل البدلة، إلا أن البدلة تمنع فقدان الحرارة المفرط لأن القليل من الماء الساخن داخل البدلة يتسرب منها ليحل محله الماء البارد، وهي عملية يشار إليها باسم «التنظيف».
ستسمح البدلة الفضفاضة بتدفق كمية كبيرة من الماء على جلد الغواص، مما يؤدي إلى امتصاص حرارة الجسم. ولكن البدلة الضيقة غير مريحة ويمكن أن تضعف الدورة الدموية في الرقبة، وهي حالة خطيرة للغاية يمكن أن تتسبب بالإغماء. لهذا السبب يختار العديد من الغواصين ارتداء بدلات غطس مصممة خصيصًا بدلاً من شرائها عن الرفوف. تفدم العديد من الشركات العديد من الشركات هذه الخدمة وغالباً ما تكون التكلفة قابلة للمقارنة مع البدلة الجاهزة.
إن قدرة بدلات الغوص المبللة محدودة في الحفاظ على الدفء بسبب ثلاثة عوامل: أولاً، لأن مرتديها لا يزال معرضًا لبعض الماء، وثانياً، تكون البدلة تحت تأثير الضغط المحيطي، مما يقلل فاعليتها في الأعماق، ثالثاً، لا يمكن تصنيع بدلات من النيوبرين العازل إلا لسمك معين قبل ذلك يصبح غير عملي للارتداء. عادة ما تكون أثخن بدلات غطس متوفرة تجاريًا بسمك 10  مم. والقياسات الشائعة الأخرى هي 7  مم، 5  مم، 3  مم و 1  مم. توفر البدلة ذات سمك 1  مم القليل من الدفء وعادة ما تعتبر جلد غوص بدلاً من بدلة غوص. يمكن صنع بدلات الغوص باستخدام سمك أكبر من النيوبرين الذي سيكون أكثر فاعلية في الحفاظ على دفء الغواص. يمكن إحداث تأثير مماثل من خلال ارتداء ملابس الغوص ذات التغطية المختلفة. بعض أنواع النيوبرين أكثر نعومة وأخف وزناً من وأكثر انضغاطاً من غيرها، وهي أكثر ملائمة لأغراض غير الغوض لأنها ستنضغط وتفقد قيمتها العازلة بشكل أكبر تحت الضغط، على الرغم من أنها أكثر راحة لرياضة السطح لأانها أكثر مرونة وتسمح بمزيد من الحركة.

#### بدلات شبه جافة
البدلات شبه الجافة هي بدلة غطس سميكة مع أختام مانعة لتسرب الماء تقريبًا عند المعصم والرقبة والكاحلين والسحاب. يتم استخدامها عادةً عندما تكون درجة حرارة الماء بين 10 و 20 °م (50 و 68 °ف) . تحد الأختام من حجم الماء الذي يدخل البذلة ويخرج منها. يدخل الماء البدلة ولكن يتم تسخينه سريعًا ولا يترك البذلة بسهولة، لذلك يبقى مرتديها دافئًا. لا تضيف طبقة الماء المحبوسة إلى قدرة البذلة العازلة، لكنها رخيصة وبسيطة مقارنة بالبدلات الجافة، ولا تفشل بشكل كارثي. وهي مصنوعة من قماش النيوبرين السميك، والذي يوفر حماية حرارية جيدة، ولكنها تفقد القدرة على الطفو والحماية الحرارية حيث تنضغط فقاعات الغاز المحبوسة في رغوة النيوبرين. عادة ما تكون البدلات شبه الجافة قطعة واحدة مع أختام من النيوبرين السطحي الداخلي للمعصم والكفة والرقبة. بالإضافة إلى الملحقات التي يتم ارتداؤها فوق أو أسفل أو مع البدلة المكونة من قطعة واحدة، مثل سترة قصيرة، والتي يمكن ارتداؤها بشكل منفصل في الماء الدافئ، ولكن ليس لديه سدادات تحد من التدفق عند الفتحات. لا تشتمل البدلات شبه الجافة عادةً على القلنسوات والأحذية أو القفازات، لذلك يتم ارتداء أغطية عازلة وأحذية وقفازات منفصلة.

#### بدلات الماء الساخن
تُستخدم بدلات الماء الساخن في الغوص التجاري في المياه الباردة. بربط خرطوم الخط السري للغواص الغواص بدعم السطح، ويحمل الماء الساخن من المسخن على السطح إلى البذلة. يتحكم الغواص في معدل تدفق الماء من صمام بالقرب من خصره، مما يسمح له بتغيير درجة دفء البدلة استجابة للتغيرات البيئية. تقوم الأنابيب الموجودة داخل البدلة بتوزيع الماء الساخن على الأطراف والصدر والظهر. يتم ارتداء أحذية خاصة وقفازات وغطاء للرأس لتمديد التسخين. يتوفر تسخين غاز التنفس عند الخوذة باستخدام تدفق من الماء الساخن فوق أنابيب مدخل الخوذة بين الصمام والمنظم. تصنع هذه البدلات عادةً من قماش النيوبرين الرغوي وتشبه بدلات الغوص في البناء والمظهر، لكنها لا تتناسب تمامًا مع التصميم، ولا يلزم أن تكون سميكة جدًا، لأن وظيفتها الأساسية هي الاحتفاظ مؤقتًا بتدفق التدفئة. يكون معصما وكاحلا البدلة مفتوحتان.
غالبًا ما تُستخدم بدلات الماء الساخن للغطس العميق عند استخدام خلطات التنفس المحتوية على الهيليوم. يقوم الهيليوم بتوصيل الحرارة بشكل أكثر كفاءة من الهواء، مما يعني أن الغواص سيفقد كميات كبيرة من حرارة الجسم عبر الرئتين عند استنشاقه. هذا يضاعف من خطر انخفاض حرارة الجسم في الأعماق. في مثل هذه الظروف تعتبر بدلة الماء الساخن مسألة بقاء وليست رفاهية. بمكن أن يكون فقدان إمدادات المياه الساخنة لبدلات الماء الساخن حالة طارئة تهدد الحياة مع وجود مخاطر عالية من انخفاض درجة حرارة الجسم. مثلما يلزم وجود مصدر احتياطي للطوارئ لغاز التنفس، فإن سخان المياه الاحتياطي يعد أيضًا أساسيًا. إذا فشل السخان وتعذر إحضار وحدة احتياطية على الفور، فقد يموت الغواص من البرد في غضون دقائق.
يشكل الماء الساخن في البدلة عازلًا نشطًا لفقدان الحرارة، ولكن يجب تنظيم درجة الحرارة ضمن حدود معينة. فإذا انخفضت درجة الحرارة عن 32  درجة مئوية، يؤدي إلى انخفاض حرارة الجسم، وإذا كانت درجات حرارة أعلى من 45  درجة مئوية يمكن أن تسبب إصابة الغواص بحروق. قد لا يلاحظ الغواص تغيرًا تدريجيًا في درجة الحرارة، من انخفاض أو ارتفاع فيها. إن البدلة فضفاضة وتسمح بتدفق الماء دون عوائق. يؤدي هذا إلى الاحتفاظ بكمية كبيرة من الماء (من 13 إلى 22 لترًا) في البدلة، إعاقة في السباحة بسبب القصور الذاتي. عند التحكم بالبدلة بشكل صحيح فإنها تكون آمنة ومريحة وفعالة، وتسمح للغواص بالتحكم الكافي في الحماية الحرارية، ولكن فشل إمداد الماء الساخن يمكن أن يهدد الحياة.
يرتدي الغواص قطعة ما تحت بدلة الماء الساخن للحماية من الحروق وللحفاظ على النظافة الشخصية، حيث يمكن مشاركة البدلات من قبل الغواصين في نوبات مختلفة، لأن الجزء الداخلي من البدلة يمكن أن ينقل العدوى الفطرية إذا لم يتم تنظيفها جيداً. تعتبر بدلات الغوص فعالة ضد حروق الأجزاء المغطاة من الجسم، ويمكن أن تحمي الملابس الداخلية الحرارية منها وتحافظ على دفء الغواص.
يتم توفير الماء الساخن من خلال نظام تسخين على السطح، وعادة ما يتم تسخينه عن طريق حرق الوقود، ويتم توصيل الماء إلى السرة بواسطة مضخة. يمكن تصنيف السخانات من 1 إلى 3 غواصين. أنظمة الماء الساخن الكبيرة متوفرة في عبوات.
عادة ما يكون خرطوم إمداد السرة بالماء الساخن 1⁄2 بوصة (13 مـم) ، ومتصل بمشعب إمداد في الورك الأيمن للبدلة، وهو يحتوي على مجموعة من الصمامات للسماح للغواص بالتحكم في التدفق إلى الجزء الأمامي والخلفي من الجذع، والذراعين والساقين، وإلى تفريغ الإمداد إذا كان الماء ساخنًا أو باردًا جدًا. يقوم المشعب بتوزيع الماء من خلال أنابيب مثقبة في البدلة. عادة ما تتكون بدلة الماء الساخن المصنوعة من قماش النيوبرين، وتكون فضفاضة إلى حد ما لتلائم البدلة الرقيقة تحتها، والتي يمكن أن تحمي الغواص من ارتفاع درجة الحرارة إذا فشل نظام التحكم، مع وجود سحاب على الجزء الأمامي من الجذع في الجزء السفلي من كل ساق. يتم ارتداء القفازات والأحذية التي تتلقى الماء الساخن. في حالة ارتداء قناع كامل الوجه يمكن تزويده بأنبوب في عنق البدلة. لا تتطلب الخوذة وجود نظام تدفئة. يتدفق ماء التسخين من عنق ومعاصم البدلة.

### بدلات جافة

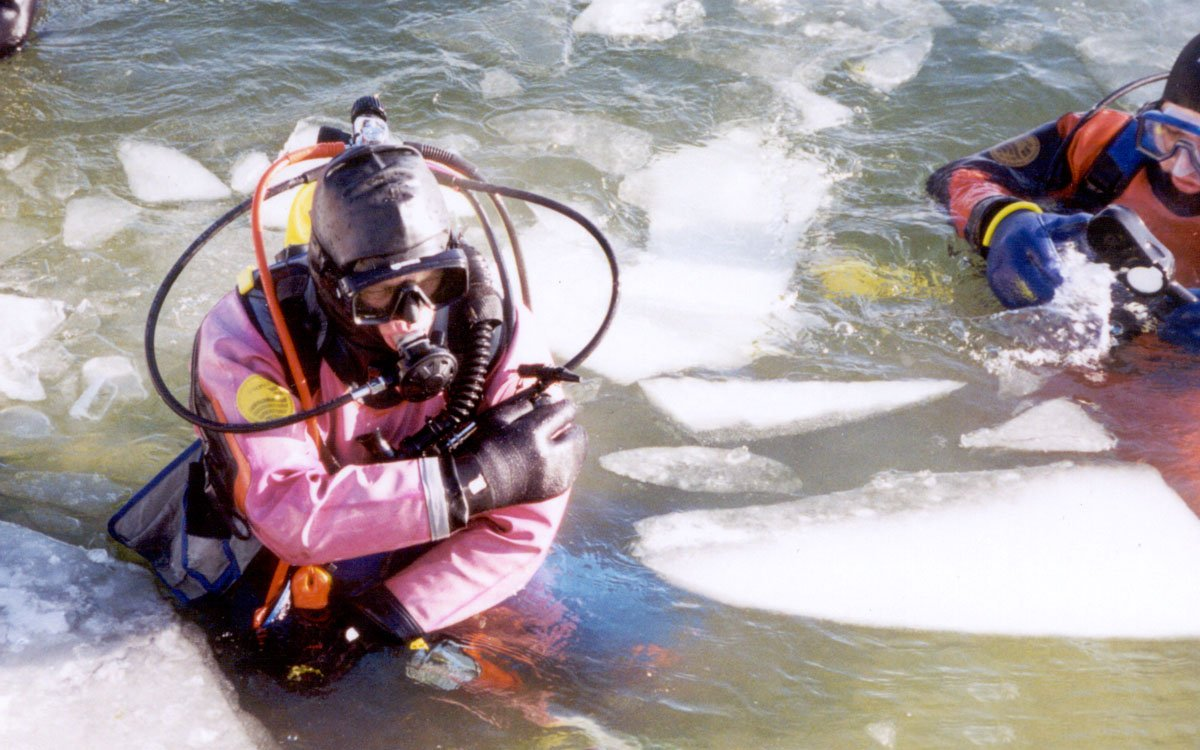
بدلة جافة في ماء مثلج

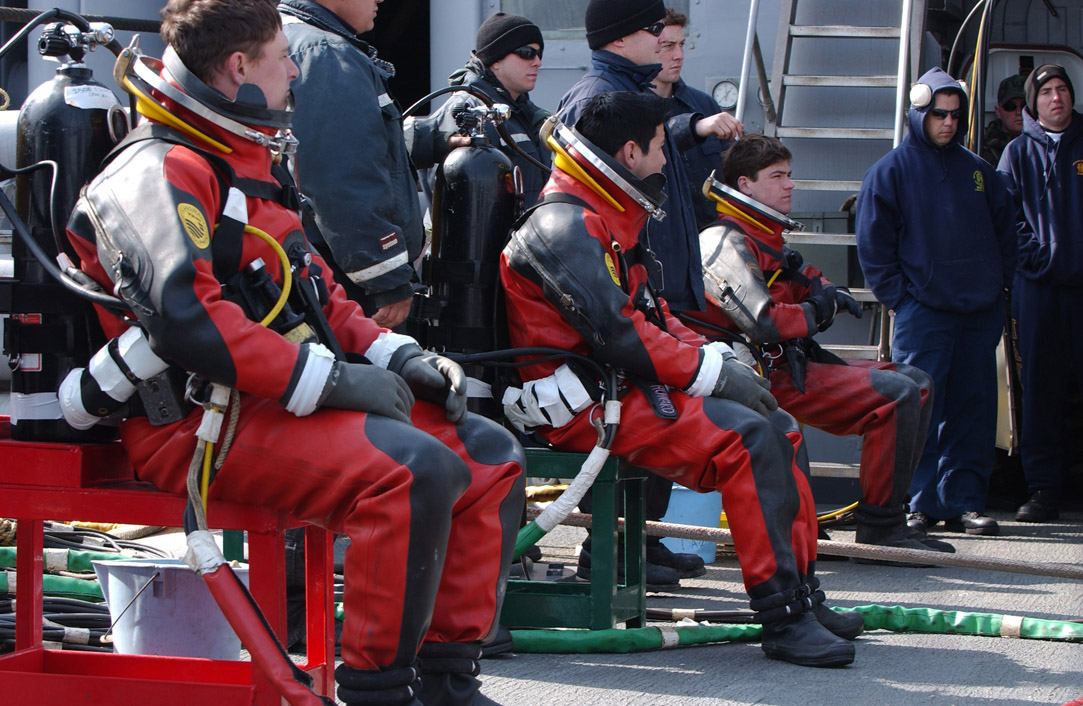
يستعد غواصو البحرية الأمريكية للغوص ببدلات جافة

تُستخدم البدلات الجافة في درجات حرارة الماء بين −2 و 15 °م (28 و 59 °ف) .تمنع الأختام الموجودة في الرقبة والمعصمين الماء من دخول البدلة، وعادة ما يتم إغلاق فتحة ارتداء البدلة وخلعها بسحاب مقاوم للماء. تعزل البدلة مرتديها عن طريق الحفاظ على طبقة عازلة من الهواء في البدلة الداخلية، (بنفس الطريقة التي تعمل بها الملابس العازلة للحرارة فوق الماء) أو باستخدام غلاف للبدلة من قماش النيوبرين الممتد والمقاوم للماء، وهو قماش عازل بطبيعته، ويمكن ارتداء البدلة عادةً مع ملابس داخلية إضافية عازلة.
لكل من القماش المصفح وقماش النيوبرين الجاف مزايا وعيوب: فالبدلة الجافة النسيجية أكثر قابلية للتكيف مع درجات حرارة المياه المتغيرة لأن الملابس المختلفة يمكن وضعها في طبقات تحتها، لكنها ضخمة جدًا وهذا يؤدي إلى زيادة جهد السحب وصعوبة في السباحة، وهي غير مرنة نسبيًا وتحد من حركة المفصل ما لم يتم تضخيمها لتكون فضفاضة إلى حد ما. بالإضافة إلى ذلك فإن تعطلت البدلة الجافة وأو حدث أي تسرب، فإنها تفقد جميع خصائص العزل تقريبًا. إما البدلات الجافة المصنوعة من قماش النيوبرين مبسطة نسبيًا مثل بدلات الغوص وتكون أكثر مرونة، ولكن في بعض الحالات لا تسمح بتكوين طبقات أسفل الملابس وبالتالي فهي أقل قابلية للتكيف مع درجات الحرارة المتفاوتة. تتميز هذه البدلة بأنها حتى عند حدوث أي تسرب، فإنها تصبح بذلة غطس وستظل توفر درجة كبيرة من العزل.
يرتدي الغواصون التجاريون الذين يعملون في بيئات ملوثة مثل مياه الصرف الصحي أو المواد الكيميائية الخطرة بدلات جافة خاصة مصنوعة من نسيج مطاطي خارجي قوي . يكون السطح الخارجي الأملس أسهل لعملية التطهير. تحتوي البدلة الجافة على أحذية متكاملة وخوذة غوص وقفازات جافة لمنع أي تلامس الغواص مع المواد الخطرة.
تحتوي البدلات الجافة ذات الحجم الثابت على نظام يسمح بنفخ البذلة لمنع «ضغط داخل البدلة» وأيضاً منع الضغط المفرط على الملابس الداخلية العازلة. لدى تلك البدلات فتحات تسمح للهواء الزائد بالخروج من البدلة أثناء الصعود.
يقوم بعض مستخدمي البدلة الجافة بنفخ بدلاتهم باستخدام الأرغون، وهو غاز خامل يتمتع بخصائص عزل حراري فائقة مقارنة بالهواء لتوفير المزيد من الدفء داخل البدلة. يحمل غاز الآرغون في أسطوانة صغيرة منفصلة عن غاز تنفس. يُستخدم هذا الترتيب بشكل متكرر عندما يحتوي غاز التنفس على الهيليوم وهو عازل ضعيف جدًا مقارنة بغازات التنفس الأخرى.

### تركيبات بدلة الغطس
يوفر ارتداء بدلة «قصيرة» فوق البدلة الكاملة المزيد من الدفء. يبيع البعض منتجاً مشابهًا جدًا ويشيرون إليه على أنه «جهاز تدفئة أساسي». يمكن أيضًا ارتداء «الجلد» تحت بذلة الغوص. بدأت هذه الممارسة بارتداء الغواصين لباس ضيق تحت بدلة الغوص المزيد من الدفء ولتسهيل ارتداء البدلة وخلعها. قد يكون «الجلد» أيضًا بمثابة بذلة تحتية تحت البدلة الجافة في درجات الحرارة حيث لا يلزم ارتداء ملابس داخلية كاملة.[بحاجة لمصدر]

### مكملات
- غالبًا ما يتم ارتداء القفازات عند الغوص، كحماية حرارية، كحماية من البيئة ومخاطر العمل، أو كليهما. كلا القفازات الجافة والمبللة متوفرة.
- عادة ما يتم ارتداء حماية القدم عند الغوص، إما تحت الزعانف أو كحماية للقدم عند الغوص الثقيل، حيث يتحرك الغواص حوله بشكل أساسي عن طريق المشي، وفي هذه الحالة قد يتم وزن الحذاء من أجل ثبات أفضل عند الوقوف. الأحذية الطويلة جزء لا يتجزأ من معظم البدلات الجافة، ما لم يتم إنهاؤها بواسطة الجوارب المتكاملة. يمكن ارتداء الأحذية غير المقاومة للماء فوق الأحذية المتكاملة أو الجوارب المصنوعة من النيوبرين للحماية من مخاطر مكان العمل عندما يرتدي الغواص بذلة الغوص أو بدلة الماء الساخن.
- تُلبس الأغطية عمومًا للحماية الحرارية إذا لم يستخدم الغواص خوذة. تتوفر أغطية جافة، ولكنها غير شائعة نسبيًا، والترتيب المعتاد هو غطاء من النيوبرين وهو عبارة عن وحدة منفصلة أو جزء من بذلة الغوص.

## بدلات الغوص في الغلاف الجوي

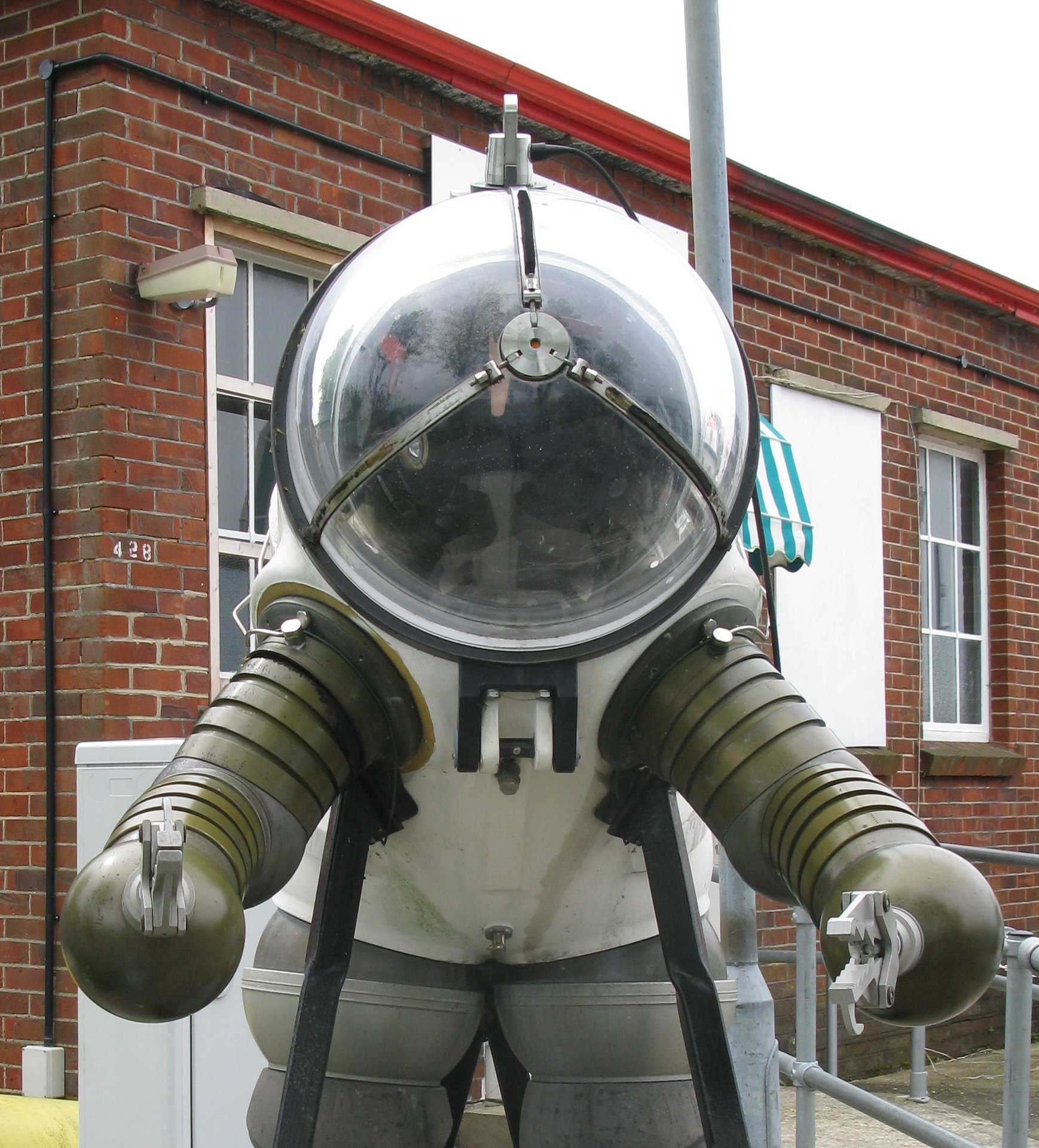
بدلة JIM في متحف البحرية الملكية الغواصة.

بدلة الغطس الجوية هي عبارة عن غواصة صغيرة ذات شكل مجسم يشبه الدرع، مع مفاصل ضغط متقنة للسماح بالتعبير مع الحفاظ على الضغط الداخلي لجو واحد.
يمكن استخدام هذه البدلة للغطس العميق لفترات طويلة دون الحاجة إلى تخفيف الضغط، والوقاية من المخاطر الفسيولوجية المرتبطة بالغوص العميق. لا يحتاج الغواصون حتى إلى أن يكونوا سباحين ماهرين.عادةً ما يتم تقييد التنقل بسبب القيود الميكانيكية، كما أن البيئة المحيطة الخاصة بالحركة تمثل مشكلة.

## روابط خارجية
- بدلة غطس تجريبية تطير غواصين بحريين حيث لم يذهب أي منهم من قبل - تطوير بدلة غوص ذات جو واحد.
- مركز سكوبا أمريكا التاريخي - تطوير البدلة الأولى.
- مجلة لوس أنجلوس تايمز: ركوب الأمواج - تاريخ بذلة الغوص.
- دليل بذلة
- دليل معدات الغوص
- قاعدة بيانات ADS
- متحف تاريخ الغوص